# صقر أسحم

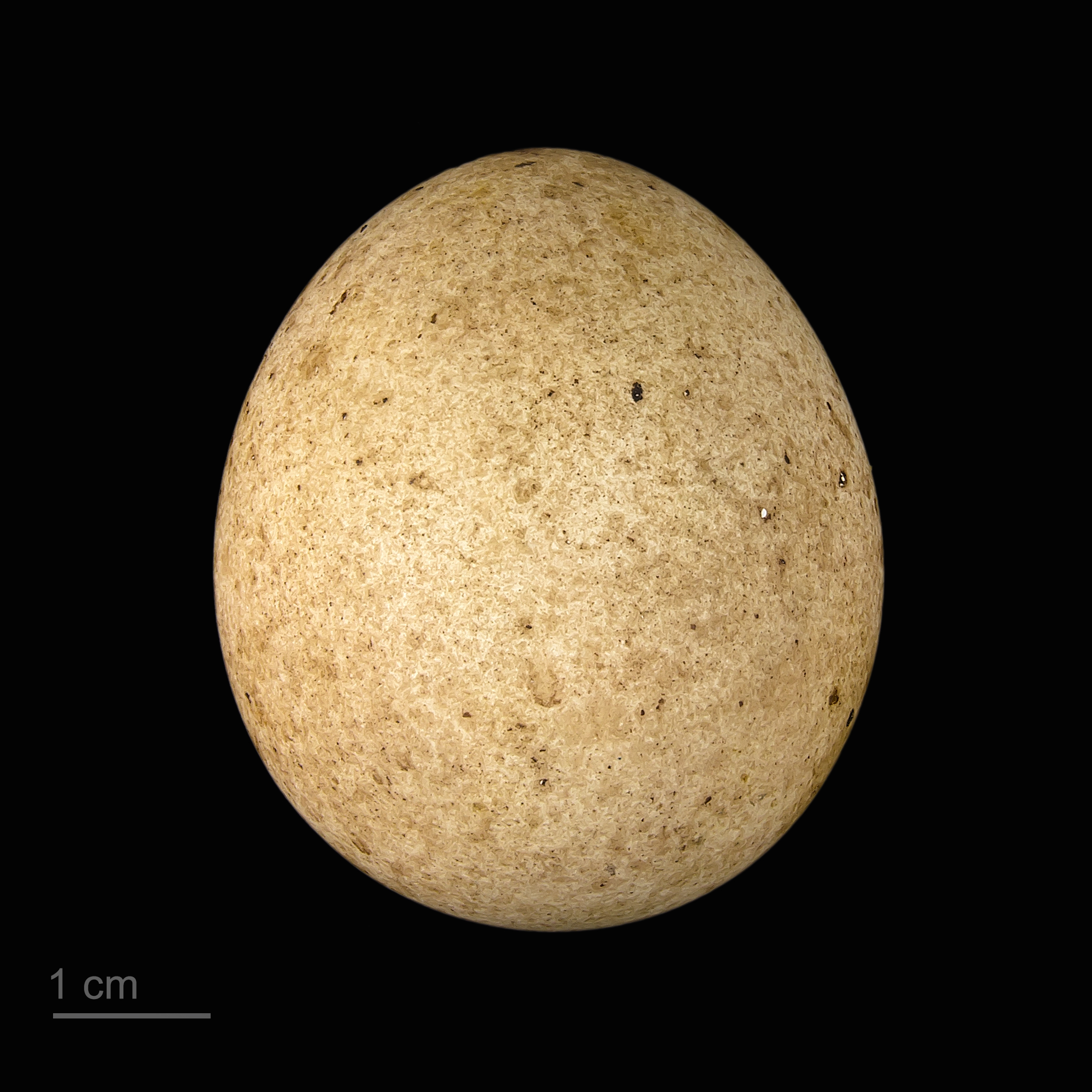
Falco eleonorae

الصقر الأسحم أو صقر إليونورا (الاسم العلمي: Falco eleonorae) صقر متوسط الحجم ينتمي إلى صقريات (فصيلة: Falconidae)، يتكاثر في جزر البحر المتوسط وخاصة قبالة اليونان ولكن أيضا في جزر الكناري وإسبانيا وكرواتيا والمغرب والجزائر، وقد جاءت تسمية الصقر من « Eleonor of Arborea» وهي إحدى الشخصيات التاريخية في سردينيا.